# بلاوان
بلاوان (اندونزیایی: Belawan) شهری در استان سوماترای شمالی کشور اندونزی است. جمعیت این شهر بر اساس سرشماری سال ۱۹۹۰ میلادی ۸۳٫۶۶۶ تن بوده که در سال ۲۰۰۷ میلادی به ۱۰۵٫۰۷۰ نفر افزایش یافته‌است.